# Agatea
Agatea es un género de plantas con flores perteneciente a la familia Violaceae. Comprende nueve especies.

## Especies
- Agatea lecointei
- Agatea lenorrnandi
- Agatea longipedicellta
- Agatea macrobotrys
- Agatea rufotomentosa
- Agatea salomonensis
- Agatea schlechteri
- Agatea veillonii
- Agatea violaris

## Sinonimia
- Agation